# Palazzo Rosmini "al Frassem"
Palazzo Rosmini "al Frassem", anche noto come palazzo Balista, è un edificio monumentale settecentesco situato in Corso Rosmini a Rovereto.

## Storia
Il palazzo venne edificato tra il 1733 ed il 1737 per conto di un ramo dell'importante famiglia Rosmini di Rovereto, in questo caso rappresentato da Nicolò Francesco Rosmini. Fu affidato agli architetti di origine lombarda Carlo e Bernardo Tacchi. Gli stessi architetti, nel biennio 1741-1742, edificarono a breve distanza il convento delle salesiane che tuttavia ebbe vita breve, poiché fu demolito nei primi anni del XX secolo per costruire il nuovo edificio delle poste.
Nella seconda metà del XVIII secolo sembra probabile che, durante un suo soggiorno a Rovereto, vi sia stato ospitato Giuseppe Balsamo (maggiormente noto come conte di Cagliostro).

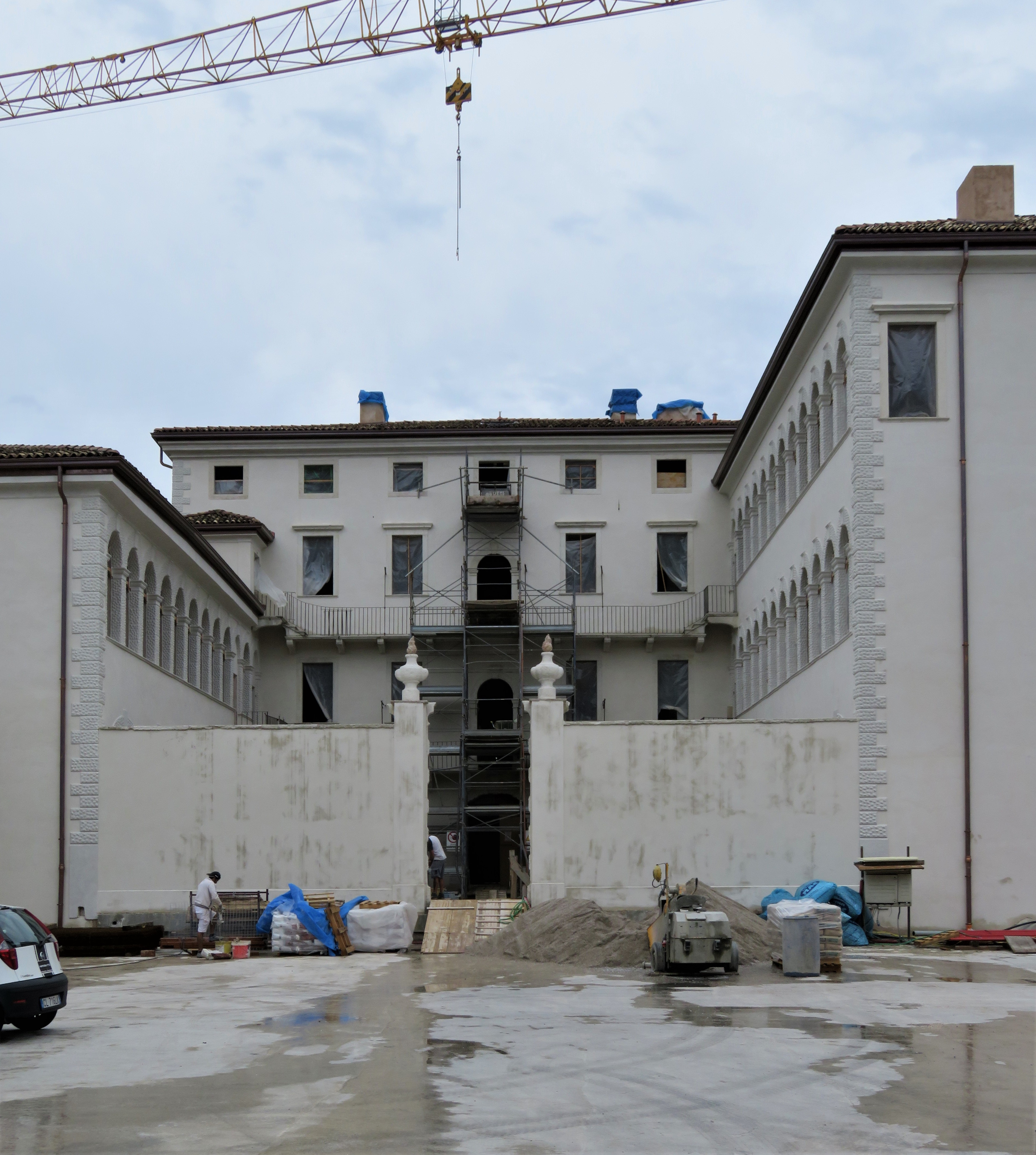
Palazzo Balista durante i lavori di ristrutturazione realizzati nel secondo decennio del XXI secolo.

L'edificio fu oggetto di alcuni passaggi di proprietà. Prima appartenne alla famiglia Rosmini, poi alla famiglia Balista, poi al comune di Rovereto ed infine entrò tra i beni a disposizione della Cassa Rurale di Rovereto.

### Origini del nome
Il palazzo fu commissionato da Nicolò Francesco Rosmini, quindi nacque come palazzo Rosmini "al Frassem" nel 1733. In particolare l'appellativo al Frassem fa riferimento all'antica suddivisione del futuro abitato di Rovereto quando ancora a nord del recente corso Rosmini vi erano pochi edifici e l'area dove fu costruito il palazzo si trovava nel percorso tra l'antica porta di San Marco e il quartiere di Santa Caterina per proseguire poi verso il porto fluviale di Borgo Sacco e veniva descritta come al Frassem (oralmente utilizzata sino al secondo dopoguerra del XX secolo) e che divenne poi la contrata Frassini. In seguito, quando una componente del ramo della famiglia Rosmini si sposò con un membro della famiglia Balista, si iniziò a chiamarlo col nome recente senza perdere però il nome antico.

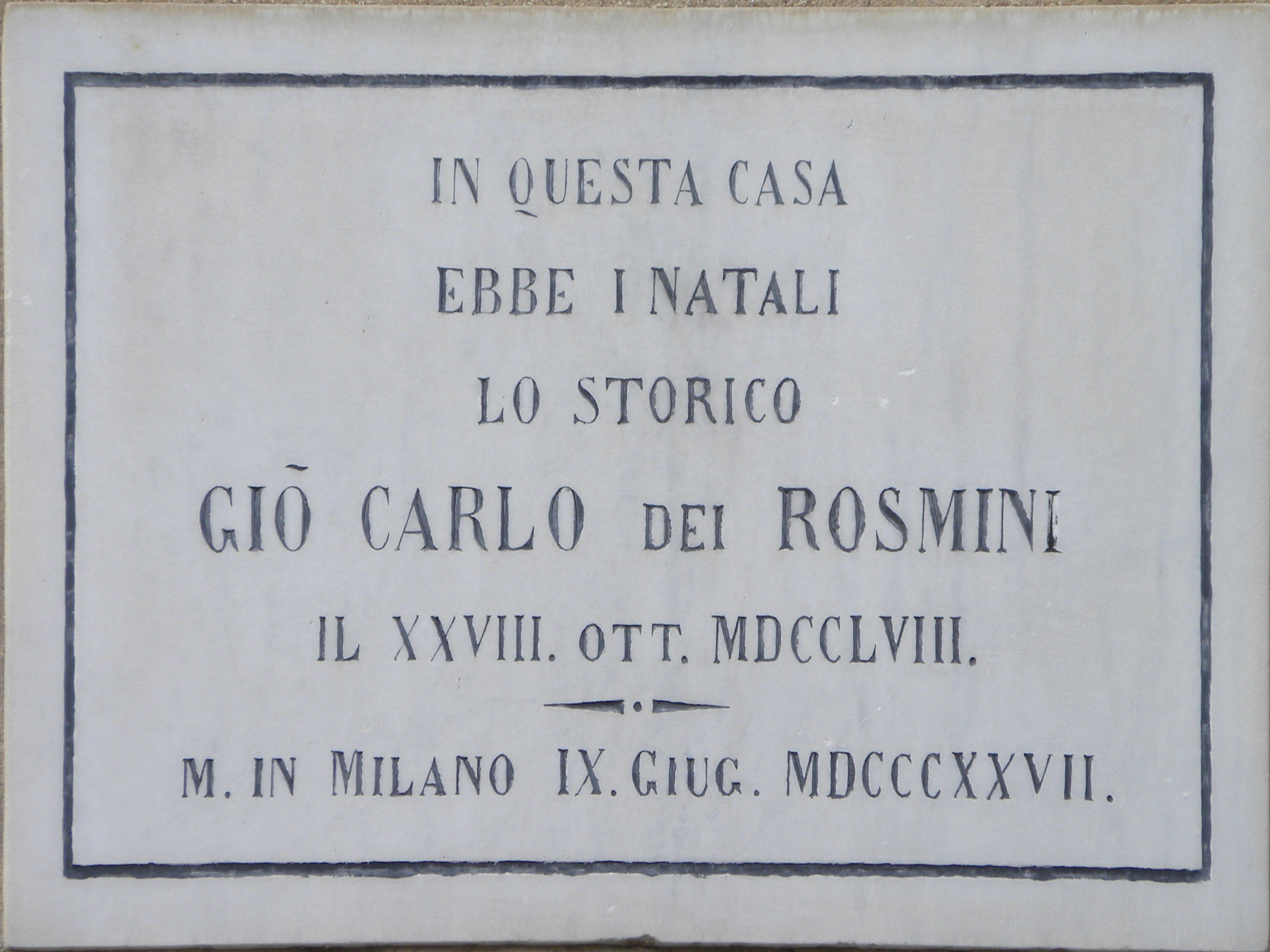
Lapide a Carlo Rosmini su Palazzo Balista

## Aspetti architettonici
Il prospetto principale dell'edificio che si affaccia su corso Rosmini è impreziosito da un portale barocco che sorregge un balcone al piano nobile. Conserva ancora l'antico numero civico 100 posto al centro dell'arco sul portone di ingresso. Un'epigrafe ricorda che in questo palazzo vi nacque lo storico Giovanni Carlo Giulio Rosmini Anteriormente si trova un piccolo spazio con alcune palme e nella sua parte posteriore, rivolta e settentrione, presenta due grandi ali che si affiancano al corpo principale e delimitano un cortile interno, racchiuso da alte mura e da un cancello.

## Utilizzo
Il palazzo è stato utilizzato sino al momento della sua recente ristrutturazione dall'Accademia di Musica Antica di Rovereto come sua sede istituzionale. Alla fine del 2022 è stato riaperto al pubblico dopo anni di chiusura.